# Akkiwat, Hukeri
Akkiwat là một làng thuộc tehsil Hukeri, huyện Belgaum, bang Karnataka, Ấn Độ.